# أندرو لوغان
أندرو لوغان (بالإنجليزية: Andrew Logan) هو فنان تشكيلي بريطاني، ولد في 11 أكتوبر 1945 في ويتني ‏ في المملكة المتحدة.